# ویکی دریوز
ویکتوریا "ویکی" مانالو درِیوز (به انگلیسی: Victoria "Vicki" Manalo Draves) (زادهٔ ۱۹۳۲ - درگذشته ۲۰۱۰) شیرجه‌زن اهل ایالات متحده آمریکا و برنده دو مدال طلا در المپیک ۱۹۴۸ لندن بود. دریوز اولین زن امریکایی بود که توانست مدال طلا برای دو رشته شیرجه ده متر و شیرجه پرش از پلت فرم سه متری را کسب کند، علاوه بر این او اولین امریکایی آسیایی تبار بود که مدال طلای المپیک را کسب نمود. او متول سان‌فرانسیسکو می‌باشد.